# Sympycnus spiculatus
Sympycnus spiculatus är en tvåvingeart som beskrevs av Gerstaecker 1864. Sympycnus spiculatus ingår i släktet Sympycnus och familjen styltflugor. Enligt den svenska rödlistan är arten otillräckligt studerad i Sverige. Arten förekommer i Götaland. Artens livsmiljö är våtmarker, skogslandskap. Inga underarter finns listade i Catalogue of Life.